# Itasca (Texas)
Itasca város az USA Texas államában, Hill megyében. Lakosainak száma 1562 fő (2020. április 1.).

## Népesség
A település népességének változása:

| 2010 | 1 644 |
| 2020 | 1 562 |